# Крепости Дагу
Крепости Дагу, Форты Дагу, или же Крепости Байхо (кит. упр. 大沽炮台, пиньинь Dàgū Pàotái или кит. упр. 白河碉堡, пиньинь Báihé Diāobǎo) — крепости, расположенные в устье реки Хайхэ в районе Тангу города центрального подчинения Тяньцзинь на северо-востоке Китая. Они расположены в 60 км от центра города Тяньцзинь.

## История
Первая крепость была построена в эру Цзяцзин династии Мин. Она должна была защищать Тяньцзинь от иностранных захватчиков. В течение Опиумных войн она была расширена, были также построены пять больших и двадцать малых крепостей.

### Вторая Опиумная война
В мае 1858 года британский адмирал Майкл Сеймур получил приказ захватить крепости Дагу. В июне 1858 года было подписано Тяньцзиньское соглашение, позволяющее иностранцам торговать в Тяньцзине.

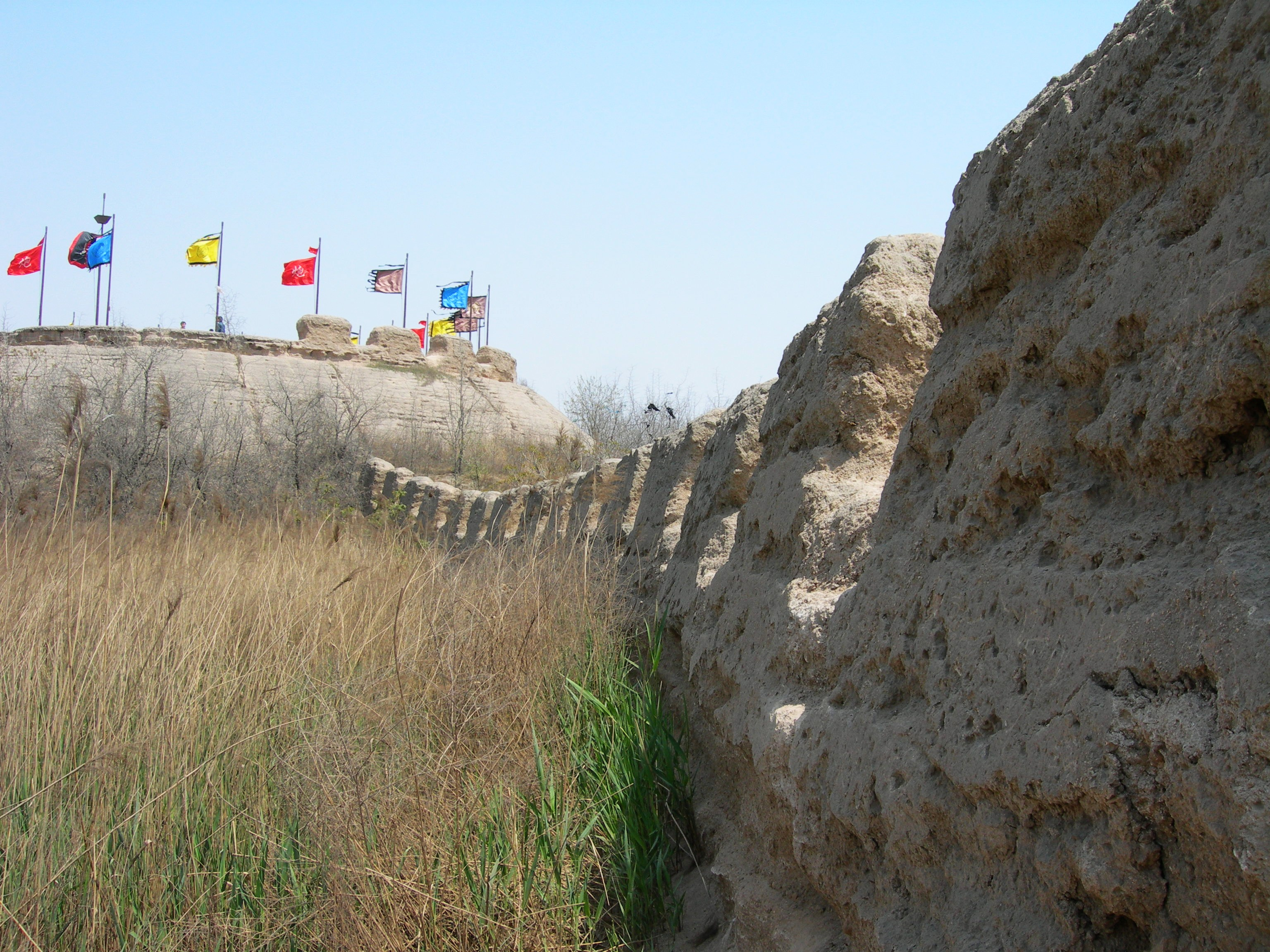
Вид на крепости Дагу, 2006 год

В 1859 году, после отказа Китая в установлении в Пекине иностранных дипломатических миссий, на этот раз другой британский адмирал Джеймс Грант снова атаковал крепости Дагу, но британцы потерпели поражение.
В 1860 году англо-французские войска встретились в Гонконге высадились в Бэйтане 12 августа и успешно атаковали крепости Дагу 21 августа. Крепости сильно пострадали и войска генерала Сэнгэринчи вынуждены были отойти. 26 сентября войска достигли Пекина и захватили город к 13 октября.

### Ихэтуаньское восстание
Во время Боксёрского восстания (1899—1901), крепости были захвачены вторгшимися в Китай силами международной коалиции (Альянс восьми держав) в ходе Битвы за Дагу в июне 1900 г. По результатам войны большинство крепостей были срыты.

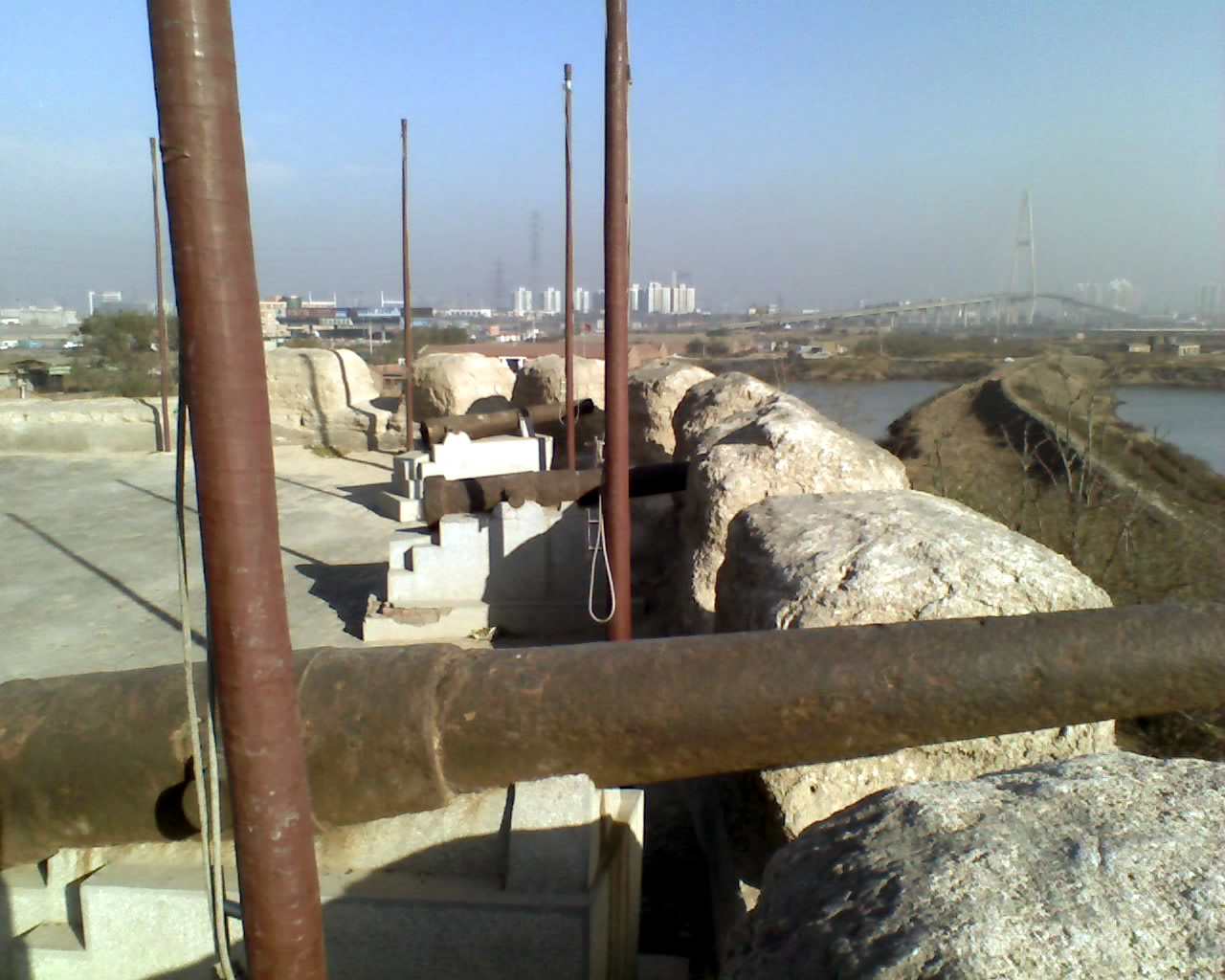
Орудия крепости Дагу

### Современность
Две крепости сохранились по сегодняшний день: одна на южном, другая на северном берегу реки Хайхэ. Южная крепость реставрировалась в 1988 году и стала открыта для посещений в июне 1997 года. К северу от неё с дороги Хайфан видна вторая, нереставрированная крепость.